# Capilla del King's College
La capilla del King's College (en inglés: King's College Chapel) es una capilla medieval inglesa, la capilla del King's College de la Universidad de Cambridge. Se considera uno de los mejores ejemplos de finales del gótico perpendicular de la arquitectura inglesa. La capilla fue construida en fases por una sucesión de reyes de Inglaterra, desde 1446 hasta 1515, un período que comprendió la Guerra de las Rosas. Las grandes vidrieras de la capilla no se completaron hasta 1531, y su reja del primer Renacimiento fue erigida en 1532-1536. La capilla es un edificio de culto activo y sede del King's College Choir. La capilla es un lugar turístico importante y un símbolo comúnmente utilizado de la ciudad de Cambridge.

## Construcción de la capilla

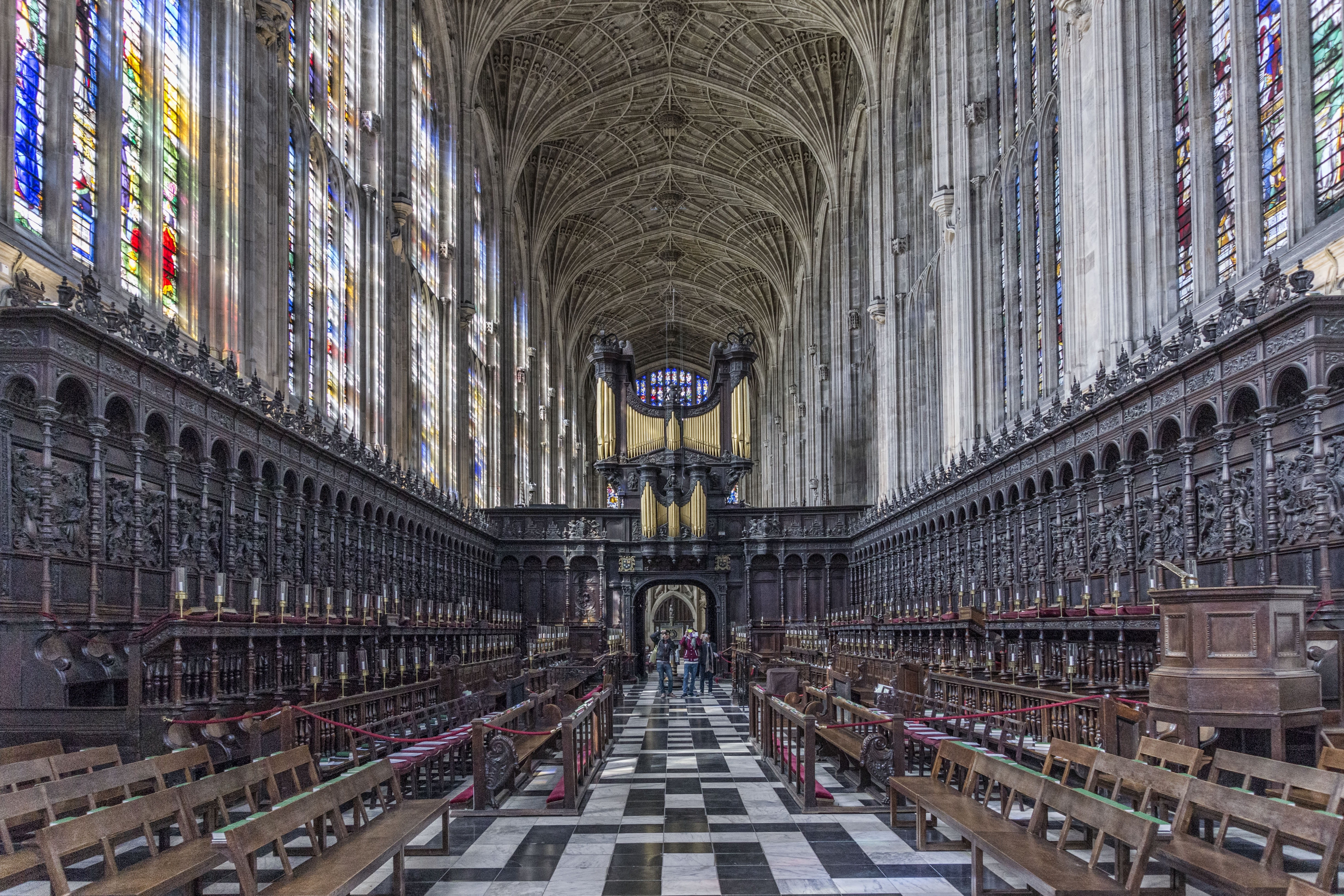
Interior desde la sillería del coro

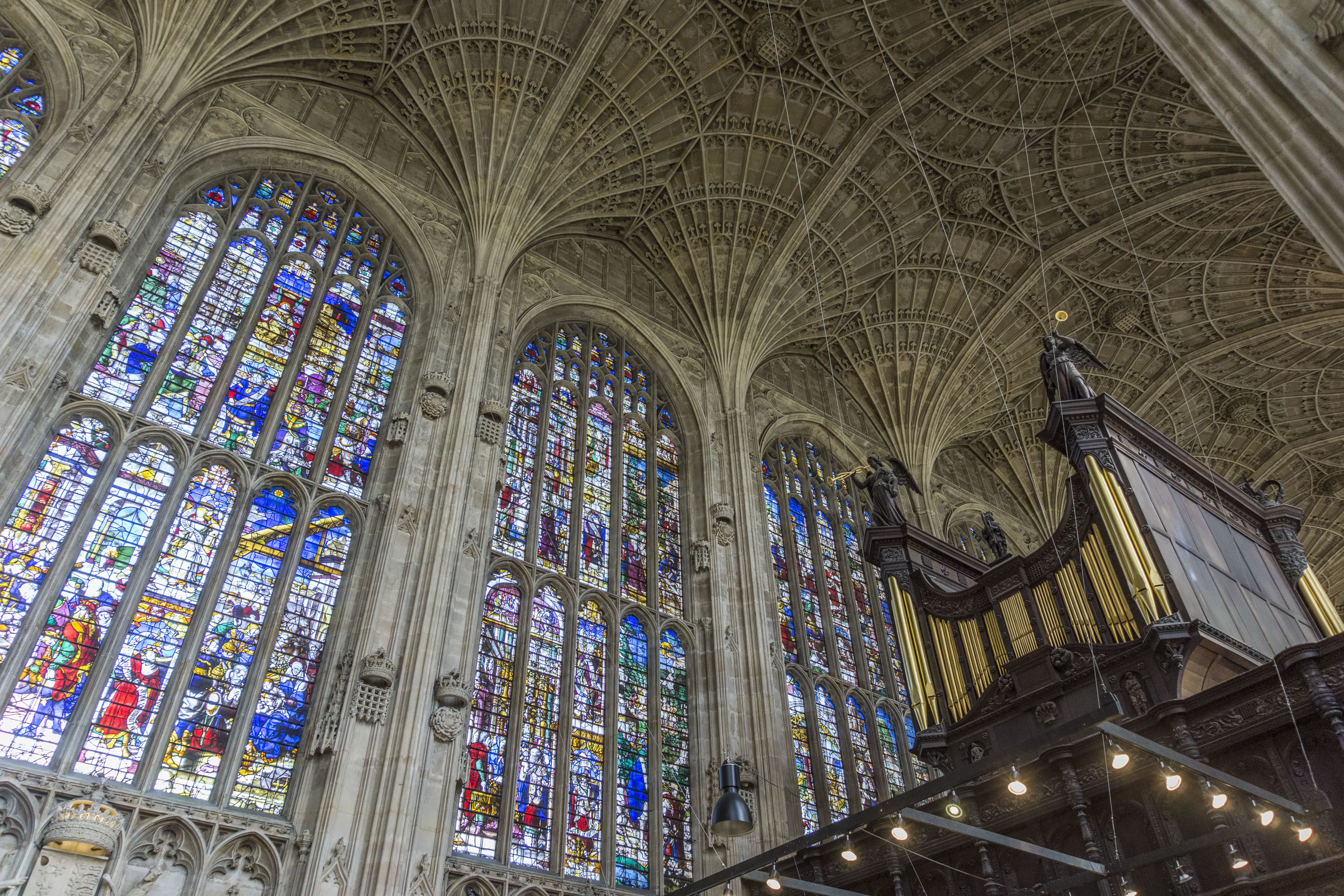
Bóveda de abanico de la capilla

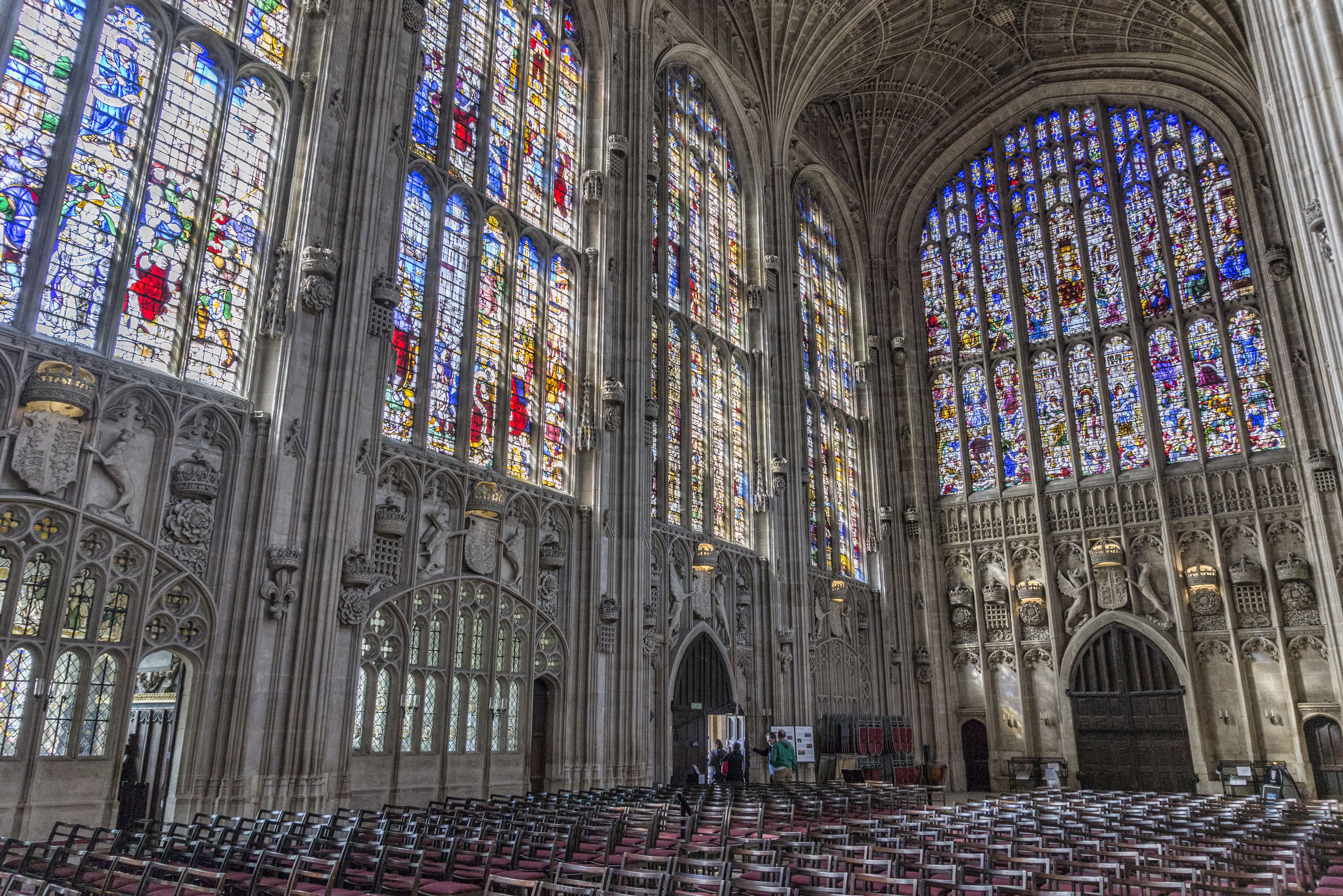
Una parte de los vitrales

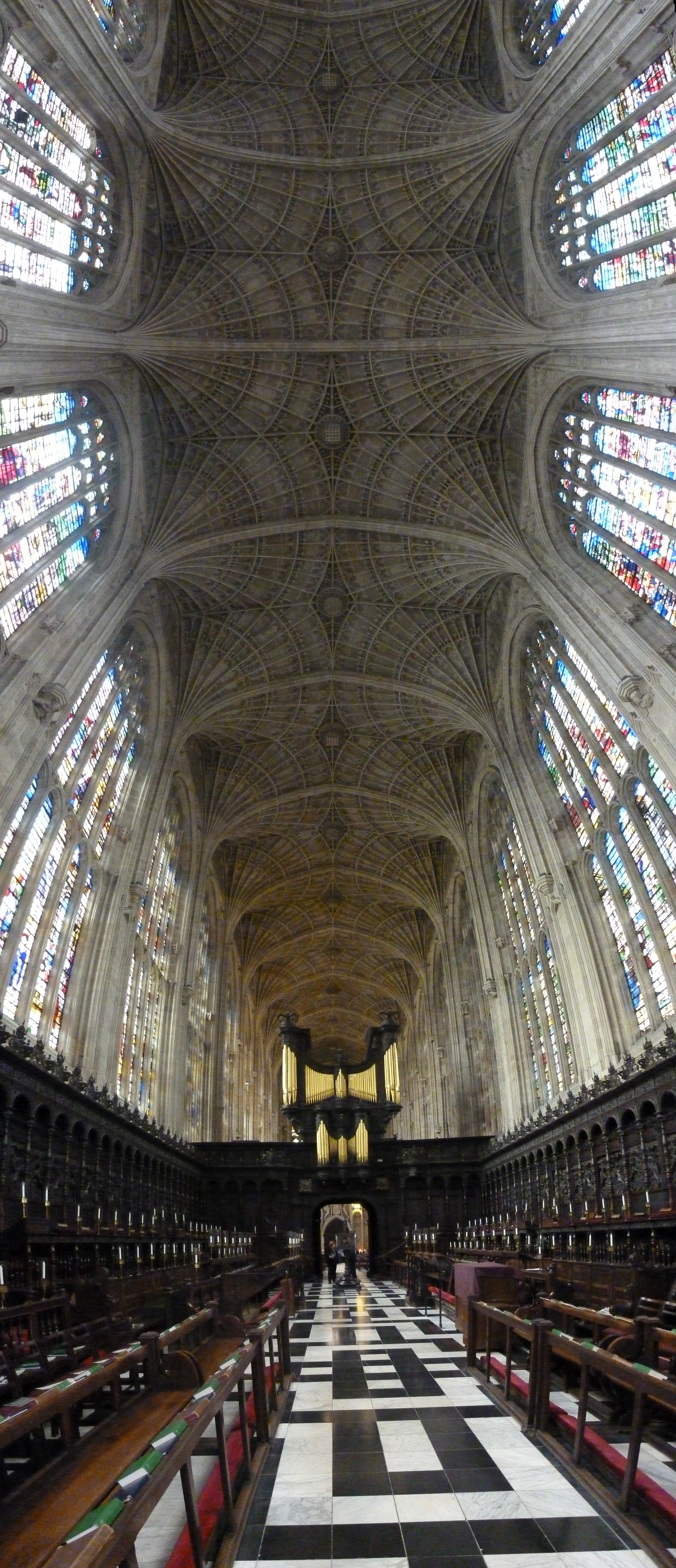
Bóveda de abanico, la más grande del mundo (1512–1515)

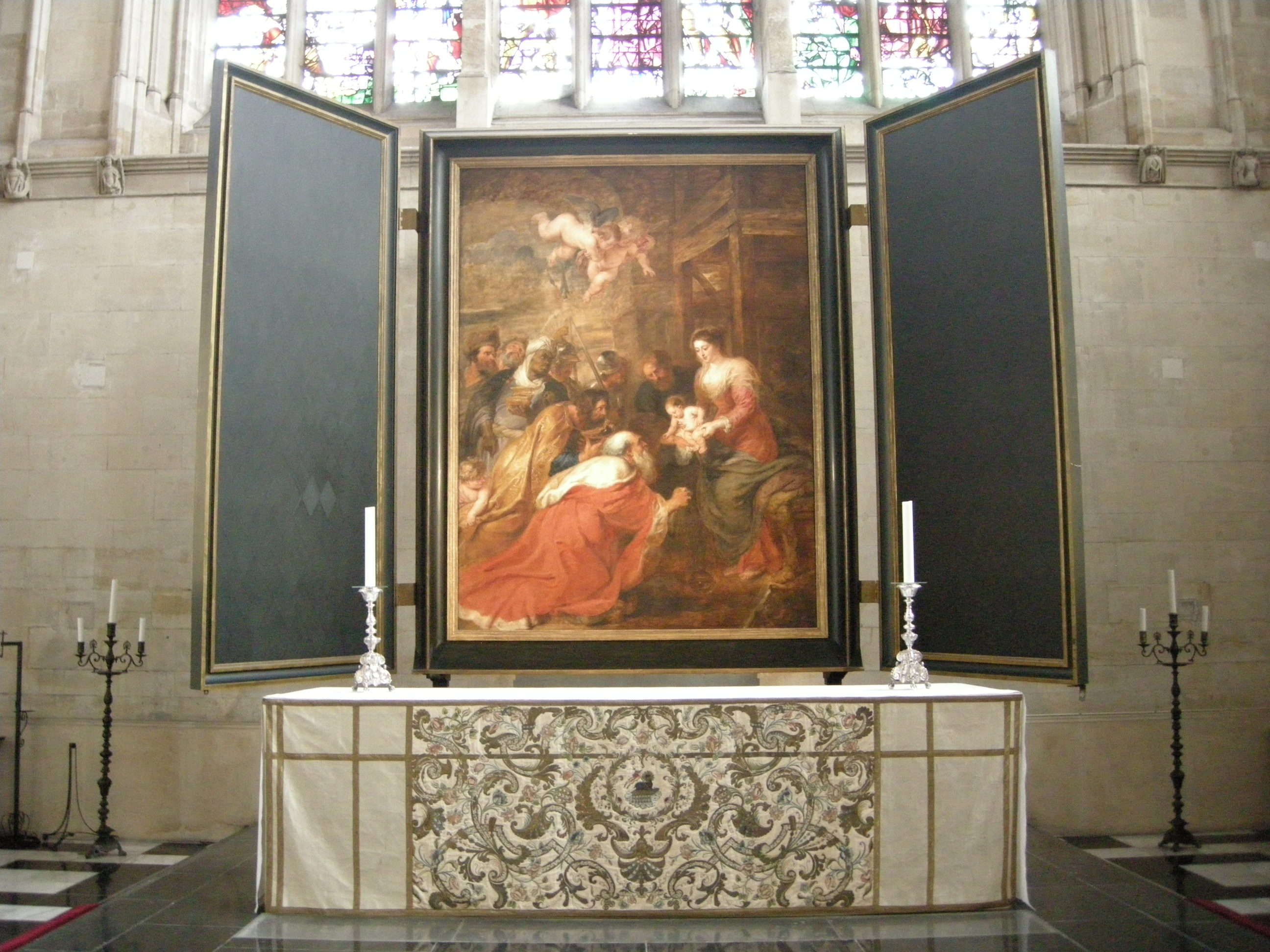
"Adoración de los Magos" de Rubens detrás del altar.

Enrique VI planeó una universidad que fuera contrapartida a Eton College (cuya capilla es muy similar, pero no en la escala prevista por Enrique). El rey decidió las dimensiones de la capilla. El arquitecto de la capilla se discute: Reginald Ely, quien fue comisionado en 1444 como jefe de albañil de prensa (head press mason), fue uno de los posibles arquitectos; sin embargo, Nicholas Close (o Cloos) está recogido como «Surveyor», lo que ha sido generalmente aceptado como sinónimo de arquitecto. La primera piedra de la capilla fue colocada por el propio Enrique, en la festividad de Santiago Apóstol, el 25 de julio de 1446, habiendo sido iniciado el Colegio en 1441.
A finales del reinado de Ricardo III (1485), a pesar de las guerras de las Rosas, se habían completado cinco tramos y erigido un techo de madera. Enrique VII la visitó en 1506, pagando que los trabajos se reanudasen e incluso dejando el dinero para que el trabajo pudiera continuar después de su muerte. En 1515, bajo Enrique VIII, el edificio fue completado, pero las grandes ventanas todavía no se habían hecho.
Cuenta con la bóveda de abanico más grande del mundo, construida entre 1512 y 1515 por el maestro albañil John Wastell. La capilla también cuenta con elegantes vidrieras medievales y, sobre el altar,  acoge La adoración de los Reyes Magos, de Rubens, pintada originalmente en 1634 para el convento de las Monjas Blancas de Lovaina (Bélgica). La pintura fue instalada en la capilla en 1968, lo que supuso la recuperación del piso del santuario que lleva hasta el altar mayor a su nivel original (los escalonados deben haberse creado en 1774 por James Essex).
Durante la guerra civil inglesa, la capilla se utilizó como campo de entrenamiento por las tropas de Oliver Cromwell, pero no sufrió grandes daños, posiblemente porque el mismo Cromwell, que había sido estudiante en Cambridge, dio órdenes al respecto. Todavía se pueden apreciar los grafiti dejados por los soldados del Parlamento en los muros norte y sur cercanos al altar.
Durante la Segunda Guerra Mundial la mayor parte de las vidrieras se retiraron y la capilla de nuevo escapó a los daños.
La capilla tiene una longitud total de 88 m y la anchura de la nave principal es de 12 m. La altura interior es de 24 m  y la exterior de 29 m.

## Las grandes ventanas

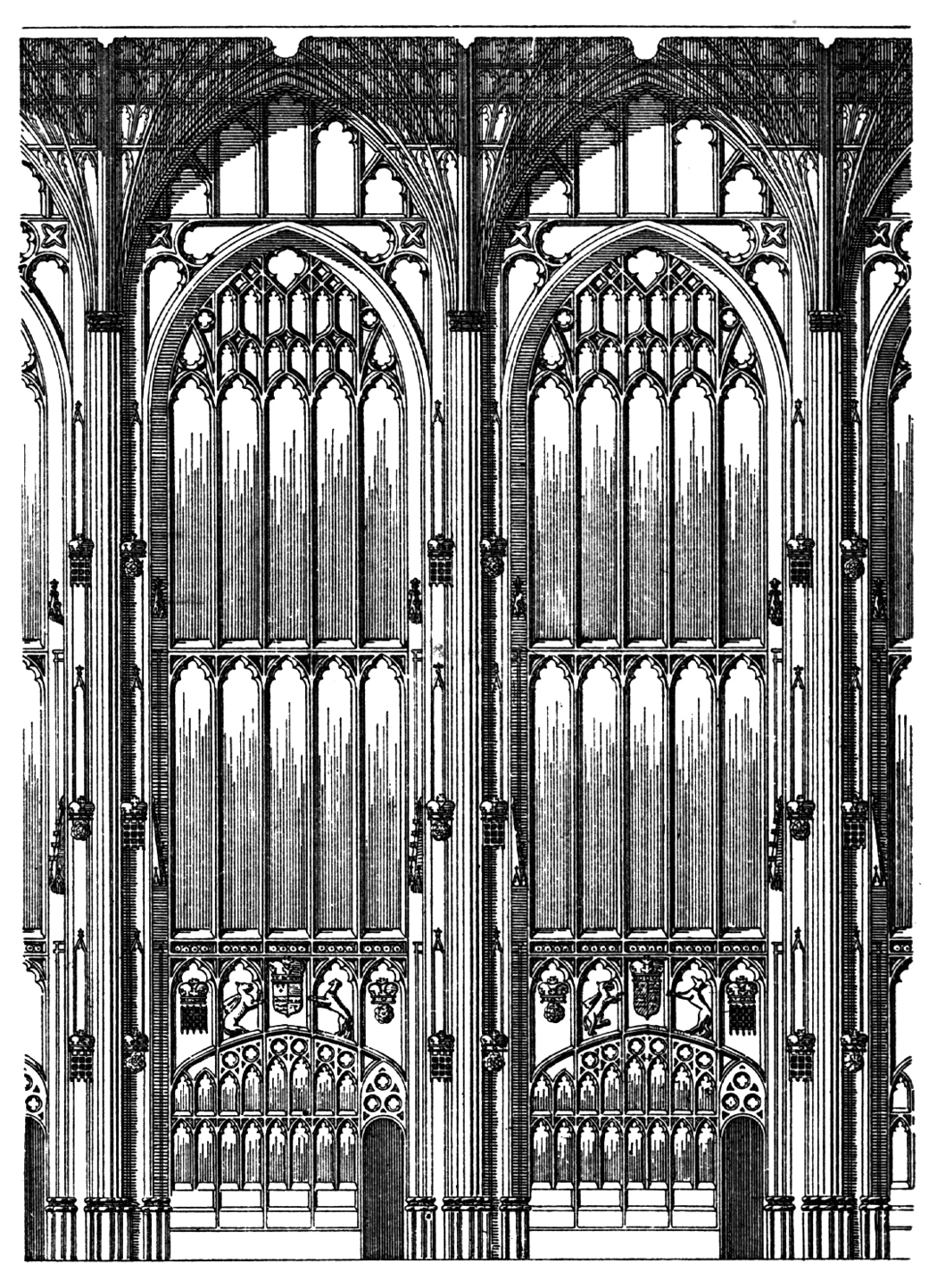
Un alzado interior mostrando dos ventanas.

Las ventanas de la capilla del King's College son de las mejores del mundo de su época. Hay doce grandes ventanas en cada lado de la capilla, y dos ventanas aún más grandes en los extremos este y oeste, lo que hace un total de veintiséis ventanas. Con la excepción de la ventana occidental, fueron realizadas por artesanos flamencos y datan de 1515 a 1531. Barnard Flower, el primer no inglés designado vidriero del rey, completó cuatro ventanas. Gaylon Hone y tres socios (dos, ingleses y uno flamenco) son responsables de la gran ventana oriental y de otras 16 entre 1526 y 1531. Las últimas cuatro fueron hechas por Francis Williamson y Symon Symondes. La única ventana moderna está en la pared oeste, hecha por la compañía Clayton and Bell y data de 1879.
El acristalamiento de las veintiséis ventanas presenta escenas de la vida de María, la patrona de la capilla, en las partes inferiores, y escenas del Antiguo Testamento en las partes superiores, que presagian la vida de María y el nacimiento de Cristo.

## Coro alto

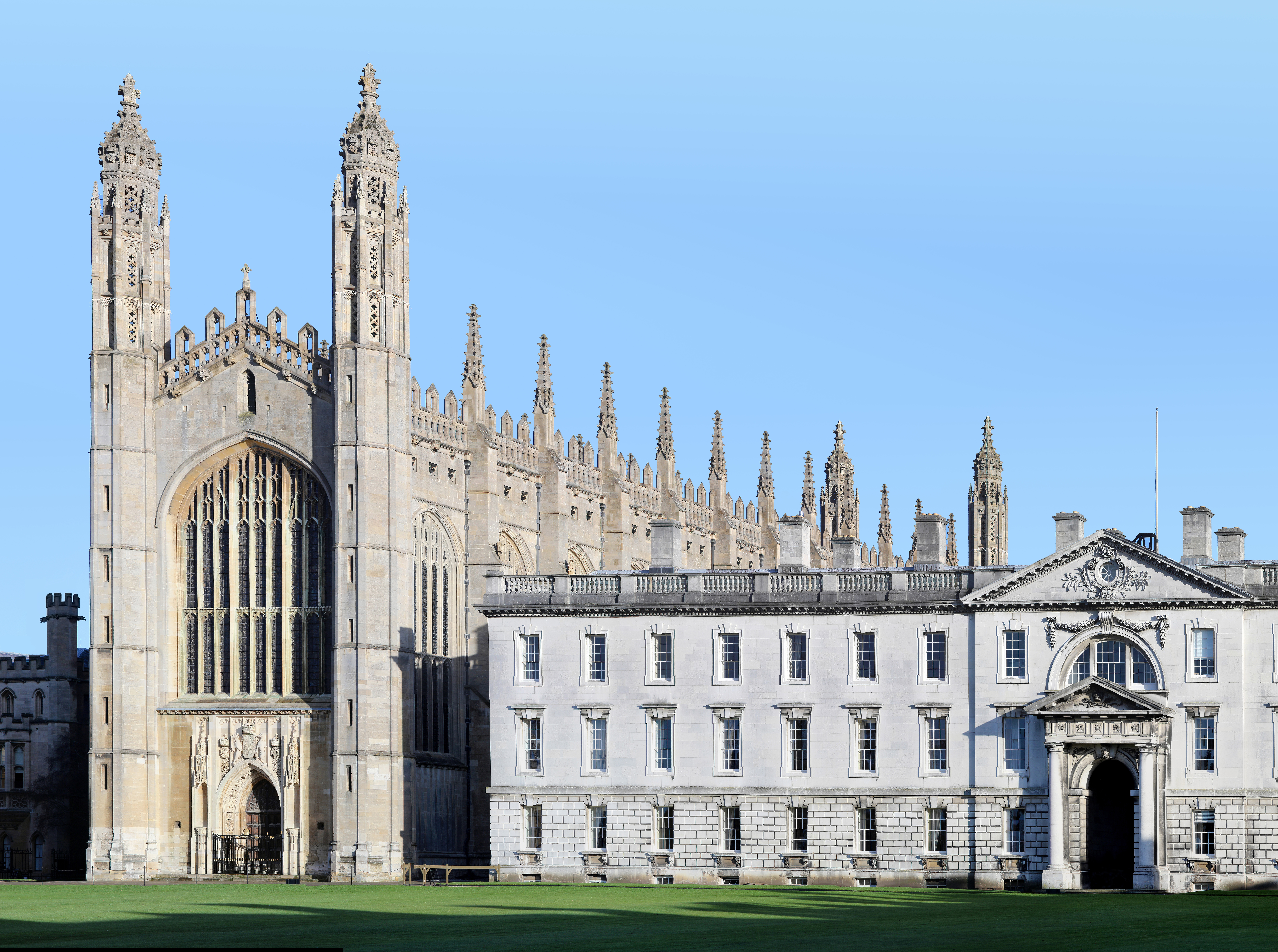
Imagen de la capilla del Colegio.

Esta gran pantalla de madera, que separa la nave del altar y que soporta el órgano de la capilla, fue erigida en 1532-1536 por Enrique VImagenII en celebración de su matrimonio con  Ana Bolena. La pantalla es un ejemplo de la temprana arquitectura del Renacimiento: un llamativo contraste con el gótico perpendicular de la capilla; sir Nikolaus Pevsner dijo que era «la pieza más exquisita de la decoración italiana que sobrevive en Inglaterra».

## Uso actual

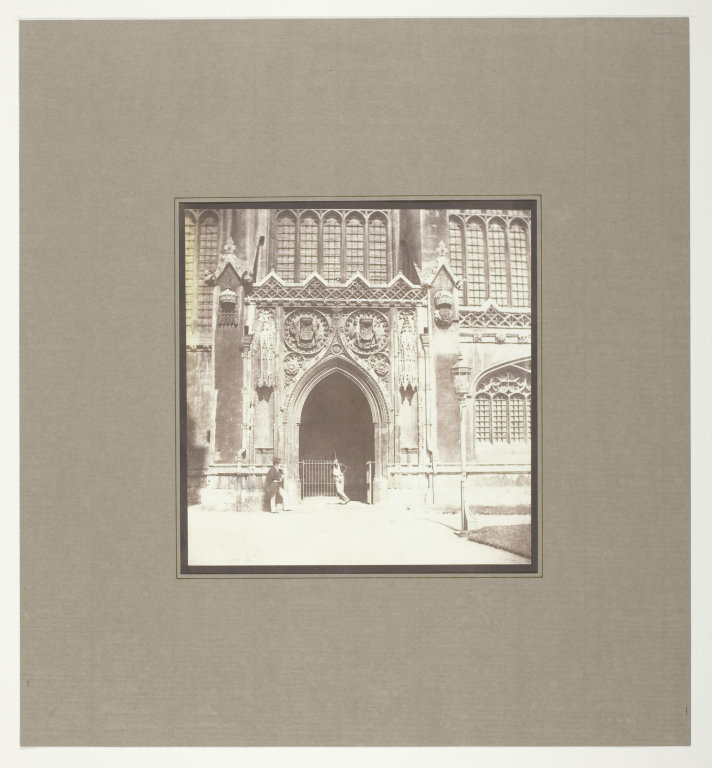
Capilla del King's College, Cambridge, Entrada sur, de Henry Fox Talbot, circa 1845

La capilla está en continuo uso como lugar de oficios religiosos y también como lugar donde se celebran conciertos y otros eventos universitarios, como el anual «King's College Music Society May Week Concert» [Concierto semana de mayo de la Sociedad Musical del King's College], celebrada el lunes de la semana de mayo. Este evento es siempre muy popular entre los estudiantes, antiguos alumnos y visitantes de la ciudad.
La capilla se caracteriza por su espléndida acústica. El mundialmente famoso Chapel choir está formado por académicos corales, estudiosos de órganos [cita requerida] (estudiantes de sexo masculino en el college) y coristas (chicos educados en la cercana  King's College School), dirigidos por Stephen Cleobury. El coro canta los servicios casi todos los días durante el período escolar, y también realiza conciertos y hace grabaciones y emisiones radiofónicas.
La capilla es ampliamente vista como un símbolo de Cambridge (por ejemplo, en el logotipo del Ayuntamiento).
En particular, se han emitido sus Nine Lessons and Carols [Nueve Lecciones y Villancicos] en la BBC  desde la capilla el día de Nochebuena, durante muchas décadas, en el que un triplete canta en solitario la primera estrofa de Once in Royal David's City. Además, hay un coro de voces mixtas formado por estudiantes varones y mujeres, llamado King's Voices, que canta Evensong los lunes durante el periodo escolar.

## Dean de la capilla
El dean de la Capilla es responsable ante el «College Council» [Consejo del Colegio] y el «Governing Body» [Consejo de Administración] de la realización de los servicios dentro de la capilla. La capilla del King College, al igual que otras capillas universitarias de Cambridge, no es formalmente parte de la estructura de la Iglesia de Inglaterra, pero el dean está habitualmente licenciado por el obispo de Ely. Tanto él como el capellán toman parte regular en los servicios de la capilla: cada uno está normalmente presente en los servicios seis días a la semana durante el Full Term —ocho semanas del largo curso académico durante el cual se dan conferencias y los estudiantes deben estar en la residencia—, y cada uno predica una o dos veces en el curso. La capilla está dirigida por un «Chapel Committee» [Comité de Capilla] presidido por el dean. Un «Use of Choirs Committee» [Comité de Uso del Coro], también presidido por el dean, organiza los compromisos del coro de la Capilla.

### Deanes recientes
- Reverendo canónigo John Drury (1981 a 1991)[12]
- Reverendo profesor George Pattison (1991 a 2001) [cita requerida]
- Reverendo profesor Christopher Ryan (2002 a 2004)[13]
- Reverendo Ian Thompson (2005 a 2009)[14]
- Reverendo Dr Jeremy Morris (2010 a 2014)
- Reverendo Dr Stephen Cherry (2014 al presente, febrero de 2016)[15]

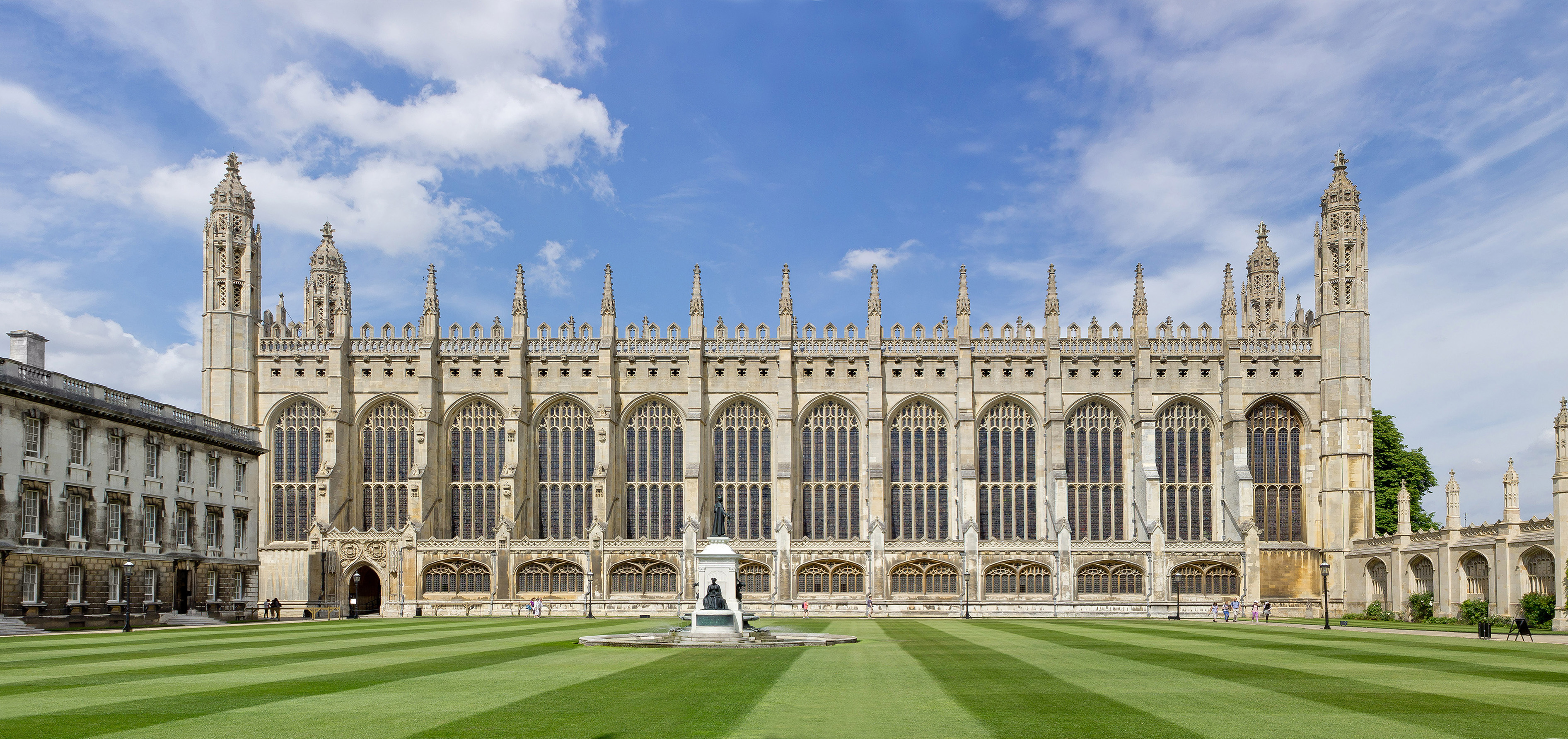
Vista lateral de la capilla desde el interior del college.

## Galería de imágenes

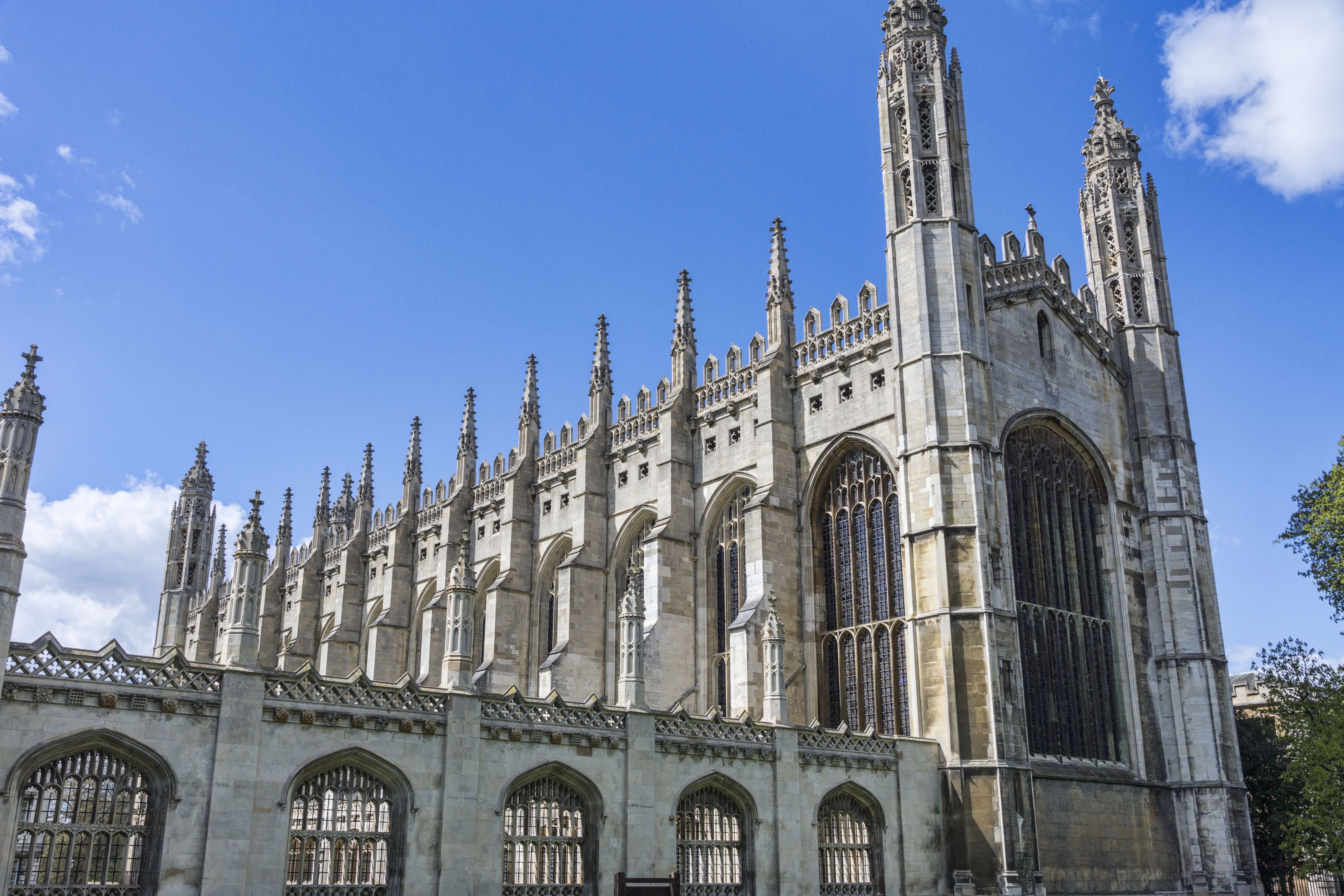
Vista desde King's Parade.
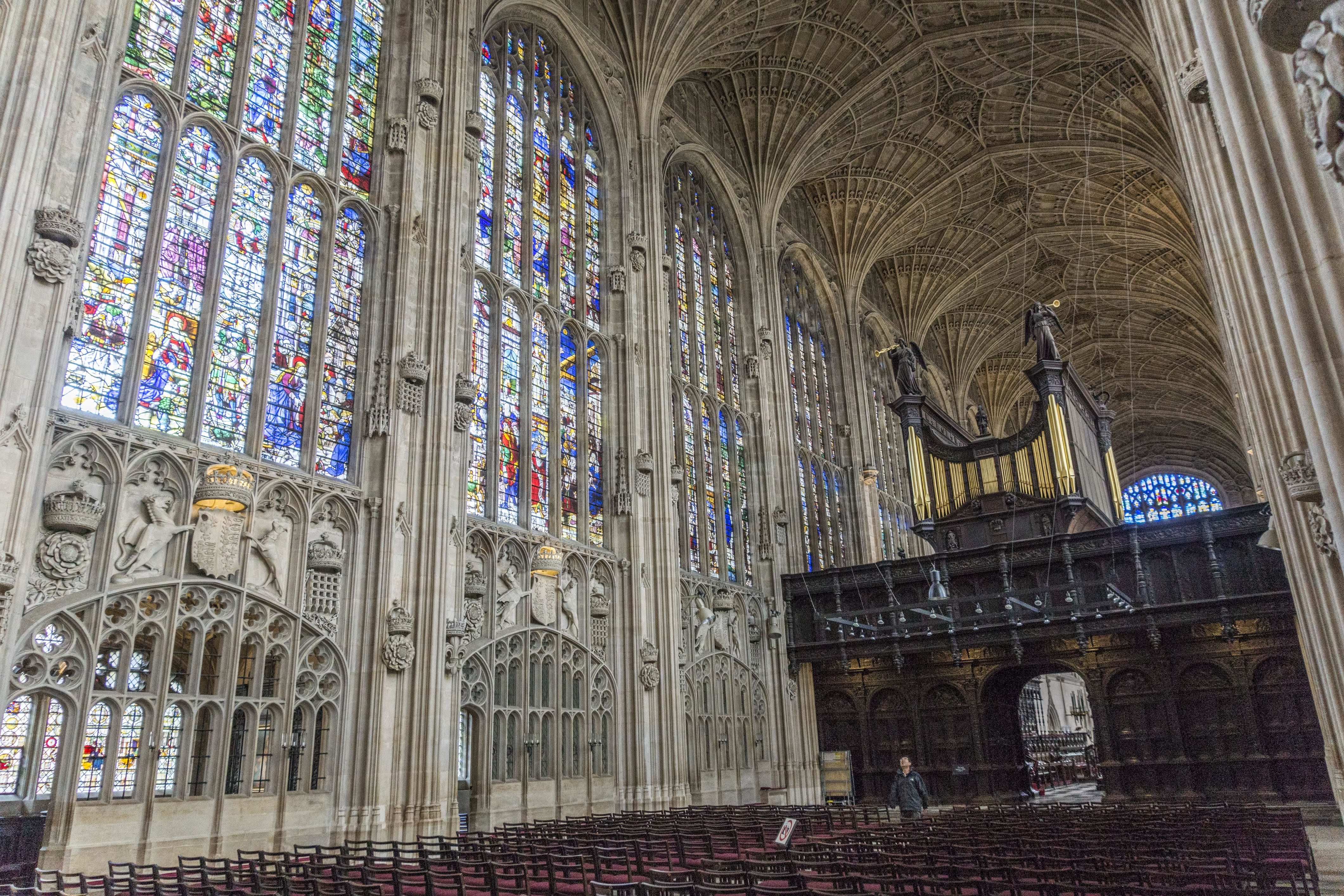
Vista general del interior
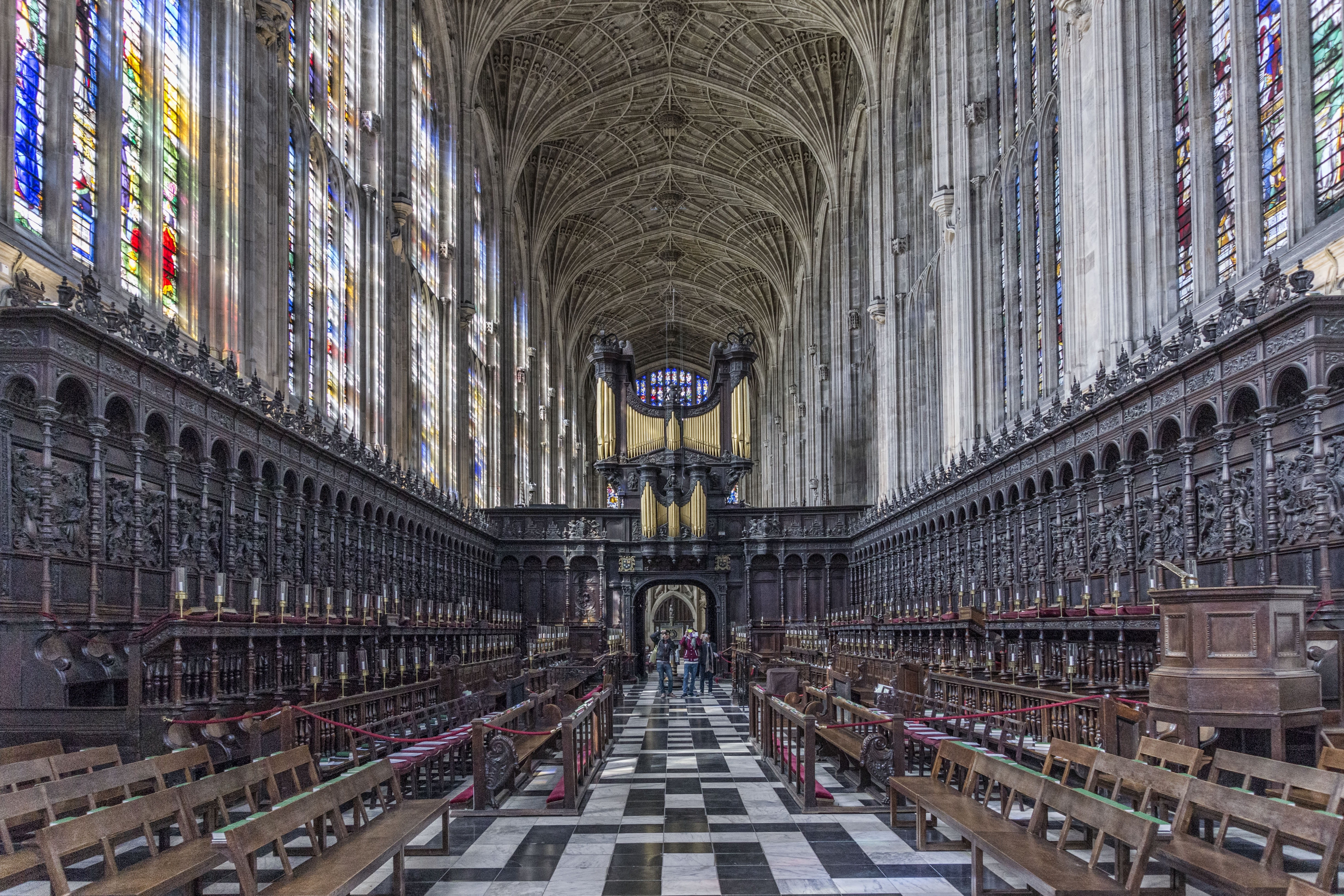
Vista desde lasilleria del coro
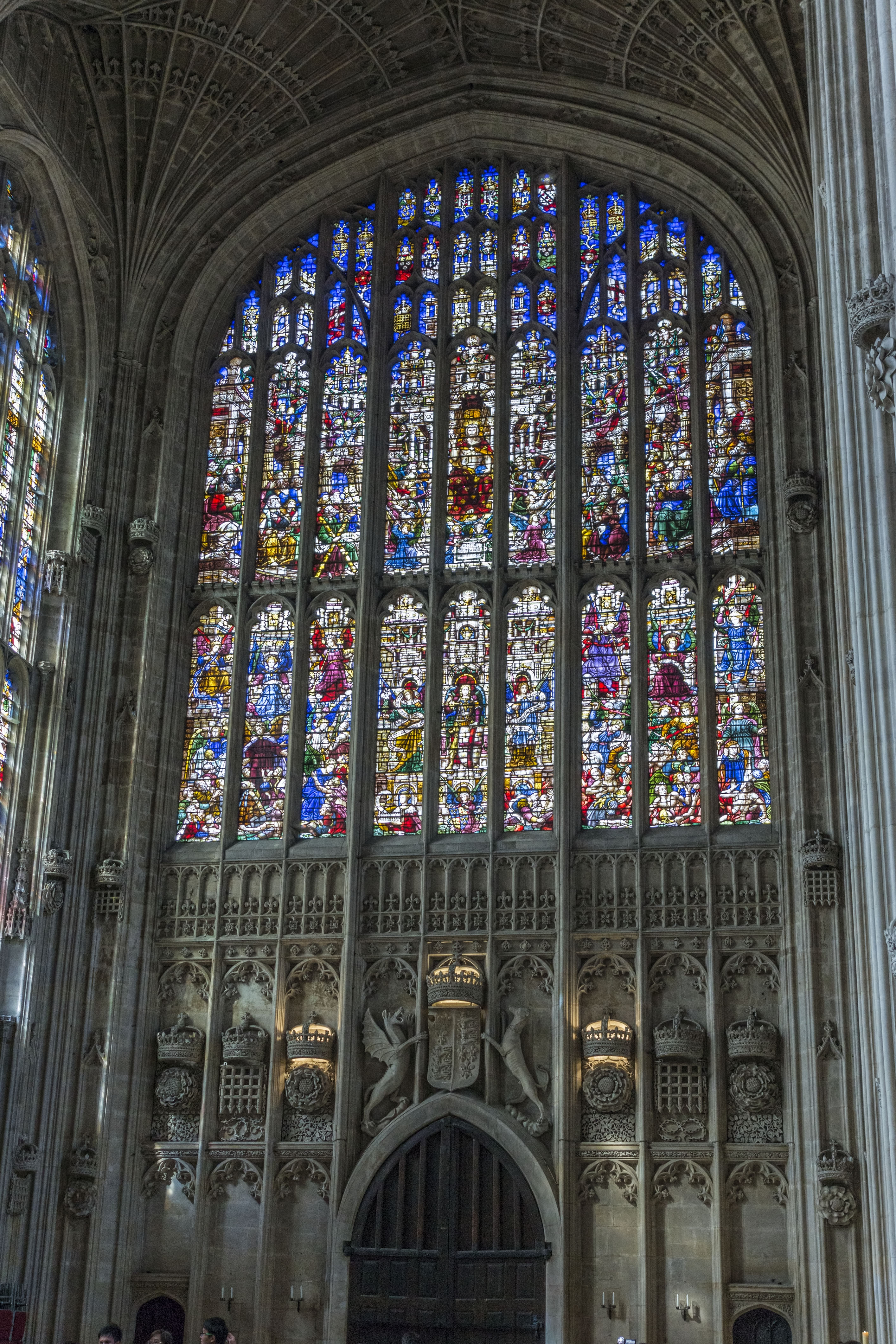
Vitrales de la fachada principal
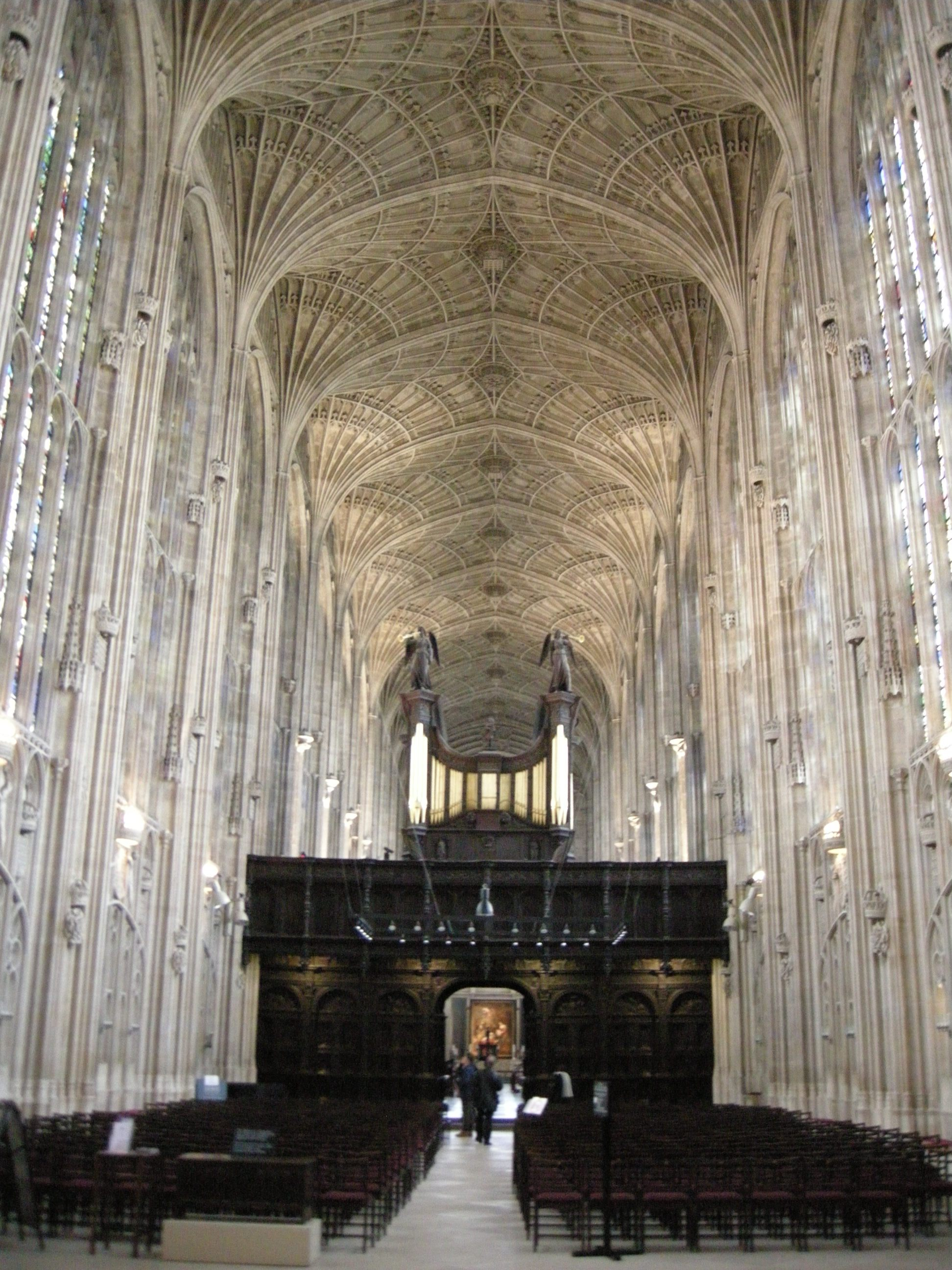
Vista central de la nave